# Буковик (община Гниляне)
Буковик (на сръбски: Буковик; на албански: Bukoviku) е село в Косово, разположено в община Гниляне, окръг Гниляне. Населението му според преброяването през 2011 г. е 80 души, от тях: 78 (97,50 %) албанци, 1 (1,25 %) бошняк и 1 (1,25 %) друга етническа група.

## Население
Численост на населението според преброяванията през годините:
- 1948 – 416 души
- 1953 – 428 души
- 1961 – 456 души
- 1971 – 472 души
- 1981 – 338 души
- 1991 – 320 души
- 2011 – 80 души